# Barry Burns
Barry Burns (ur. 14 listopada 1974) – szkocki muzyk i kompozytor, najbardziej znany jako członek zespołu Mogwai (od 1998).

## Życiorys i kariera muzyczna
Wychowywał się w Uddingston, South Lanarkshire. Gdy miał około 10 lat dostał pierwszy instrument klawiszowy. Pobierał lekcje gry na fortepianie. Jego rodzice interesowali się muzyką; ojciec słuchał Boba Dylana, a matka – Toma Jonesa. W 1989 roku ciotka zabrała go na koncert zespołu Deacon Blue.   
Gdy miał 19 lat pracował jako nauczyciel będąc jednocześnie uczniem w szkole średniej. Swoją karierę pedagogiczną ocenił jako krótką i nieudaną. Później uczęszczał do akademii muzycznej w Glasgow, ale po trzech latach z powodu urazu palca przerwał studia.
W 1998 roku wstąpił do zespołu Mogwai, aby wziąć udział w nagrywaniu jego drugiego albumu studyjnego, Come On Die Young. Jak stwierdził w wywiadzie dla magazynu BrooklynVegan, z jego członkami znał się od 1995 roku.
W 2015 roku na berlińskim festiwalu Atonal utworzył wspólnie z francuskim artystą techno Davidem Letellierem (znanym pod pseudonimem Kangding Ray) eksperymentalny projekt muzyczny SUMS. Letellier, tworzący dotychczas techno, porzucił tę formę by podjąć się serii interdyscyplinarnych eksperymentów z Burnsem, którego praca z Mogwai odegrała integralną rolę w kształtowaniu muzycznej edukacji francuskiego producenta. Po pierwszym koncercie muzycy postanowili kontynuować współpracę oceniając SUMS jako ważne źródło inspiracji dla ich obu.

## Współpraca z innymi artystami
Współpracował jako muzyk studyjny z takimi artystami jak: Arab Strap, Malcolm Middleton, David Byrne, RM Hubbert, The Zephyrs i Victoria Livengood.

## Życie prywatne
W 2009 roku przeprowadził się do Berlina, gdzie mieszka razem z żoną Rachel i córką Rosą. Pod koniec 2010 roku otworzył wraz z żoną i Philem Collinsem, zaprzyjaźnionym artystą wideo niewielki bar w dzielnicy Neukölln.